# Nový Gulliver
Nový Gulliver je sci-fi román Bohumila Říhy, poprvé vydaný roku 1973.

## Obsah

### 1. díl
Osmnáctiletý Alan žije celý život ve Městě, obklopen různými technickými vymoženostmi a služebnictvem. Nemusí nad ničím přemýšlet, je vychováván k poslušnosti k rodičům a k tomu, aby dělal jen to, co se po něm žádá – bez vlastního názoru.
Jednou se probudí v chatrném opuštěném domku uprostřed lesa. Uvědomí si, že byl unesen. Na stole leží nůž, bochník chleba, hrnek a mapka, jak se dostat ke studánce pro vodu. Ale Alan si s tím neví rady, neví, že chleba si musí ukrojit, vodu nabrat ze studánky a tak raději jen leží a snaží se zaspat hlad a žízeň. Tak ho najde otcův zahradník Pilát. Ukáže mu, jak se o sebe starat. Naučí ho ulovit si rybu a uvařit si z ní jídlo. Alan zjišťuje, že svět kolem něj je krásný a strašně zajímavý. Od Piláta se dozví, že doma dostává dýchat parfémy, které otupují jeho smysly, tak, aby jen poslouchal, co se po něm chce. Alanovi se nový život líbí, a už nechce žít ta, jako dřív.
Když se vrátí domů, dostane od otce vrtulník a seznámí ho s dívkou Metou – dcerou otcova konkurenta. Rodiče chtějí, aby si Metu jednou vzal. Alan si u matky vyprosí, aby mohl nějaký čas pobývat u Piláta. Ten ho učí zahradničení a jiným „obyčejným“ věcem. Taky mu dá do rukou knihy, aby začal číst. Alan objevuje krásu psaného slova, prožívá dobrodružství s Robinsonem a Gulliverem. Sílí v něm pocit, že chce poznat život a svět. Do Mety se zamiluje Alanům sluha |Petr a Alan jim to přeje. Když Jeho otec v televizi oznámí, že únos byl jen reklamní trik, aby zvýšil prodej svých perníčků a to, že si Alan vezme Metu za ženu – rozhodne se Alan definitivně, že odejde poznávat svět.

### 2. díl
Se svým vrtulníkem se vydává za stromovými lidmi, o kterých mu řekl Pilát. Po několika hodinách letu, přistává mezi borovicemi a vydává se hledat stromové lidi. První, koho poznává je Emilián, který mu nabídne, aby bydlel na jeho stromě. Pak pozná souseda Ignáta, který chová ptáky. Také se seznamuje s Blankou, která vede stromové lidi a s Kryštofem, který je učitelem oddanosti. Při květinové slavnosti je Alan vybrán, aby pomohl Regině při zkoušení křídel – stromoví lidé totiž věří, že jednoho dne budou létat a první z nich bude právě Regina.
Jednoho dne Ignát zemře na uštknutí mambou, ale nikdo ze stromových lidí se nad tím nijak nepozastavuje, nikomu to není líto. Alan se ujme jeho ptáků. Alanovi se ze začátku mezi stromovými lidmi líbí, ale časem zjistí, že nejsou až tak šťastní, jak vypadají, že jenom snít a odpočívat není to pravé. Jednou vidí, jak se k Emiliánovi plazí mamba a ten se vůbec nebrání, jen čeká, až ho uštkne – Alan ji zažene, zachrání Emiliánovi život, stanou se z nich přátele a Emilián se díky Alanovi začíná „probouzet“ a dívat se na život stromových lidí trochu jinýma očima.
Když jde Alan k Regině, pomoci vyzkoušet jí křídla –dozvídá se, že si lidé myslí, že až uvidí oheň, který nenávidí, tak že to bude znamení k tomu, že Regina vzlétne a stromoví lidé pak budou moci létat,. Alan, který je pod vlivem drogy, se podřekne, že umí také létat a Regina mu nařídí, že jí to druhý den musí ukázat. Alan cítí, že o tom neměl mluvit a svěřuje se Emiliánovi. Druhý den ukáže lidem, jak létá vrtulníkem, ale způsobí mezi nimi zděšení, protože stroje, spolu s ohněm jsou u nich považovány za zlo. Emilián cítí, že Alanovi hrozí nebezpečí a doporučuje mu, aby druhý den odletěl. Alan souhlasí, ale když ho hledá Kryštof, Emilián ho odežene a chce, aby Alan odletěl hned. Když Alan nasedne do vrtulníku, začíná bouřka, blesk zapálí strom, na kterém žije Regina. Alan ji letí zachránit, ale ona vidí v ohni znamení – zamává křídly, ale místo krásného letu vzhůru padá k zemi.
Alan odlétá s nadějí, že se snad z Emiliána stane učitel a s vědomím, že jen na něm bude záležet, jak budou stromoví lidé žít dál. Jestli podle rozujmu, nebo jestli pro ně Emilián bude muset vymyslet nové bláznovství. Alan odlétá hledat lidi žijící v podzemí a uvědomuje si, jak ho tížila nečinnost mezi stromovými lidmi.

### 3. díl
Záhy po vstupu do podzemí je Alan zatčen. Podzemní lidé si myslí, že je špion. Odsoudí ho k 5 letům nucených prací. Z počátku je přidělen k Martinovi, musí opracovávat kameny a stavět hráz. Časem se mu poštěstí a dostane se jako sluha k plukovníku Samuelovi. K jeho povinnostem patří doprovázet členy plukovníkovi rodiny s lucernou, starat se o jeho psa a maličkou zahrádku. Seznámí se s jeho dcerou Kristýnou, která je herečkou. Jednou ji doprovází na představení, kde hraje Kristýna Julii. Alan, který divadlo nikdy neviděl, protože se Městě už se nehrálo se vžije do děje, je divadlem nadšen a ředitel divadla mu dá roli Romea. Alan s Kristýnou odehrají krásné představení. Po představení se Alan vrací do domu svého pána, ale je důstojníkem Cyrilem vyzván kvůli Kristýně na souboj. Boxují a Alan vyhrává. V noci je pak odveden k plukovníkovu synu Richardovi, který má být nástupcem současného Pána, který je neomezeným vládcem podzemních lidí. Richard je milý mladík, hodně s Alanem diskutují o životě pod zemí a nad zemí. Podzemní lidé, žijí ve strachu a v přísném řádu udávaném letitými pravidly. Společnost se nevyvíjí, ale zůstává stát na místě. Alan na to poukazuje, říká, že to není dobré, že vy lidé měli mít možnost dělat něco, co sami chtějí a navrátí se i k životu na zemi.
Alan vezme Richarda s vrtulníkem, aby mu ukázal slunce, stromy, zvířata… Richard poznává, že život na zemi nemusí být nebezpečný, jak ho celý život učili. Po návratu do podzemí se dozvídají, že Pán umírá a na jeho místo má nastoupit Richard – ten dává Alanovi svobodu. Alan si uvědomuje, že miluje Kristýnu a chce ji odvést s sebou, ta ale odmítá, protože jí otec přikázal provdat se za Cyrila a ona je vychována k poslušnosti a podřízenosti. 
Alan se tedy vydává na cestu za horskými lidmi, ale v srdci má bolest pro Kristýnu. 

### 4. díl
První, koho potkává v horách je René. Bydlí u něho a začíná poznávat horské lidi a jejich svět. Rada ho přijme mezi sebe a spolu s Reném a Valdemarem mají projít zkouškou. Maxim – člen rady je vezme do opuštěného domku. Jejich prvním úkolem je vylézt na strom a sdělit ostatním své pocity. Druhým úkolem je dostat se přes řeku. Alen se málem utopí, ale René mu pomůže zpět a začne je poutat opravdové přátelství. Třetím úkolem je zdolat horu. Valdemar jde sám, ale spadne a zjistí, že v horách potřebuje přátele. Společně horu zdolají. Po těchto zkouškách jim rada ukáže, kde budou stát jejich domy. První se staví Valdemarův. Když je skoro hotový, seznámí naše tři přátele členka rady Lucie, která se stará o partnerské vztahy a manželství se třemi dívkami. Valdemar se Sylvou se do sebe zamilují. Alan se nezamiluje do žádné. Renému se líbí Ester, ale ta má oči jen pro Alana. Když mají René se Sylvou svatbu, chce Lucie oznámit, že se Ester stane Alanovou ženou, ale ten odmítá. Tím společenství urazí, protože podle nich Ester znevážil a musí odejít k lidem v ústraní. Jsou to lidé vyčlenění ze společenství horských lidí, protože se nějak vymykají jejich způsobu života a uvažování. Pro horské lidi je prvořadé přátelství, pomoc druhým a dobrota. K lidem v ústraní patří zloděj Kamil, marnivá Irma, hádavá Matylda, zištný Pankrác, panovačný Oto a svárlivý Zikmund. Alen je postupně poznává a myslí si, že by neměli žít v ústraní. Marnivá Irma se kvůli dcerce Kátě vzdá svých šperků a vrací se zpět k horským lidem. Alan se vrací spolu s ní a zjišťuje, že se Ester s Reném dali dohromady. Je přijat zpět, ale uzrává v něm rozhodnutí vrátit se domů.
Na své cestě zmoudřel, zjistil, že se umí obejít bez cizí pomoci, používat vlastní rozum a nebojí se citů. Stal se téměř nezávislým člověkem. Cítí svoji závislost na přírodě, přátelích, na domově a na svých představách, jak by se mělo v jeho Městě žít. Chce se vrátit domů a vystoupit proti umělému ohlupování. Uvědomuje si, že je nejvyšší čas, že by se jinak život ve Městě utlumil, až by nakonec zanikl. Rozloučil se s lidmi z hor, nasedl do svého vrtulníku a vrací se domů s cílem něco změnit.